# 李士珠
李士珠，山东历城（今山东济南）人，清朝政治人物。附贡出身。
李士珠曾于1770年接替康錂任娄县知县一职，1772年由纪澄中接任。